# Joan March (Komponist)
Joan March, altkatalanisch Joan Marc, hispanisiert auch Juan Marqués oder Juan Marquéz, (* 1582 in Arbeca; † 1658 in Kloster Montserrat) war ein spanischer Benediktinermönch, Komponist und Organist aus dem katalanischen Kulturbereich.

## Leben und Werk
March erhielt seine musikalische Ausbildung an der Escolania de Montserrat und trat 1596 ins Noviziat ein. Im Kloster St. Martin in Madrid vervollkommnete er seine theologischen und musikalischen Studien. Er folgte Tomás Luis de Victoria als Organist des kaiserlichen Klosters Monasterio de las Descalzas Reales bei Madrid nach. Im Jahr 1625 kehrte er ins Kloster Montserrat zurück und wirkte bis 1641 als Musiklehrer; zu seinen Schülern gehörten die Komponisten Francesc Rossell, Jaume Vidal, Joan Cererols und Benet Soler sowie der Organist Pere Jorba. March ist der erste Komponist der montserratiner Schule, von dem Werke schriftlich überliefert sind. Er schuf ein beachtenswertes Œuvre von großer Qualität, von dem ein Großteil verloren gegangen ist.

## Aufnahmen/Tonträger
- Musica sacra: polifonia de l’escola de Montserrat; 400 anys de musica Montserrat s. XVII. Escolanía de Montserrat, Gregori Estrada (Organist), Ireneu Segarra (Dirigent). CD Koch 3 64 852. 1993

## Werke
- Missa de difunts, achtstimmig
- O vos omnes vierstimmig
- diverse Weihnachtslieder (Cervatilla querida)